# Kallafiorr
Kallafiorr – polski dramat z 2000 roku w reżyserii Jacka Borcucha.

## Obsada
- Andrzej Chyra jako Brando
- Daniel Bloom jako Szpilberg
- Jacek Borcuch jako Blum
- Janusz Grudziński jako mąż
- Krzysztof Krauze jako Człowiek, który zjadł ostatniego kalafiora
- Mariusz Trzciński(inne języki) jako Jezus
- Piotr Antczak
- Aleksandra Nieśpielak jako Lena